# Прусій I Кульгавий
Прусій I Кульгавий (*Προυσίας ὁ Χωλός, бл. 243 до н. е. — 182 до н. е.) — цар Віфінії у 228 до н. е.—182 до н. е. роках.

## Життєпис
Був сином Зіела, царя Віфінії, та його сестри Лісандри. Після смерті батька у 228 році до н. е. стикнувся з загрозами з боку Пергамського царства та галатів. Втім зумів відбити усі напади, зміцнивши кордон. Водночас відмовився від політики Зіела щодо розширення віфінських володінь вглиб Малої Азії.
У 227 році до н. е. надав допомогу Родосу, що постраждав від потужного землетрусу. Після цього було укладено союз між Віфінією та Родосом. Також підтверджено договір з Косом в Егеїді.
У 220 році до н. е. в союзі з Родос та Боспорським царством Прусій I виступив проти Візантія, який обклав податком усі судна, що проходили Боспором Фракійським. Коаліціянти завдали поразки Візантію завдяки впевненим та вдалим діям віфінського царя на суходолі при підтримці родоського та боспорського флотів. За посередництва тилійського царя Кавара було укладено мирний договір, за яким Прусій I вимушений був повернути землі та полонених Візантії.
У 216 році до н. е. виступив на підтримку грецьких міст Геллеспонту і Троади проти галатів-егосагів, яким завдано було нищівної поразки біля Абідосу. Після цього близько 210 року до н. е. уклав союз з Філіппом V, царем Македонії, проти Римської республіки. У 209 році до н. е. спрямував віфінський флот на підтримку Македонії.
У 208 році до н. е. виступив проти Аттала I, царя Пергаму. Але про перебіг війни нічого невідомо. Стефан Візантійський повідомляв про битву при містечку Боскефали. Втім вважається, що зумів захопити частину Мізії. В цей же час оженився з сестрою Філіпа V — Апамою III. У 205 році до н. е. укладено договір з Римською республікою.
Після азійського походу Філіпа V цар Віфінії отримав міста Кіос та Мірлея (в Пропонтиді), який перейменував у Прусу (перше) та Апамею (друге). Це викликало конфлікт з Родосом.
У 196 році до н. е. Рим звернувся до Прусія I з вимогою повернути волю місту Кіос, але віфінський володар його не виконав. До 190 року до н. е. Прусій I рушив проти Гераклеї Понтійської. Похід було ретельно підготовлено в стратегічному відношенні: спочатку Прусій I у гераклеотів Кієрі і Тіос, так що місто опинилося повністю оточеним. Після цього розпочато облогу Гераклеї, але поранення царя припинило облогу й спричинило відступ. В цей час вів перемовини з Антіохом III, царем Селевкідської держави, та Римської республіки. Втім не зважився на підтримку жодного, проявивши нейтралітет.
Після Апамейського миру на користь Риму надав притулок Ганнібалу. Водночас Рим висунув вимогу віддати Пергаму частину Мізії, що належала Віфінії. Втім Прусій I став готуватися до війни (відома як Перша Віфінська війна), уклавши союз з одним з тетрархів галатів — Ортіагонтом та Фарнаком I, царем Понту.
186 року до н. е. флот на чолі з Ганнібалом завдав поразки Евмену II, царю Пергаму. Втім протягом 185—184 років до н. е. віфінці зазнали поразки й 183 році до н. е. Прусій I вимушений був замиритися поступившись своєю частиною Мізії та Фригії. Того ж року прибули римські посланці з вимогою видати Ганнібала. Не бажаючи протистояти римлянам, й водночас щоб не паплюжити власну гідність, цар дозволив римським легіонерам оточити будинок Ганнібала, де останній наклав на себе руки.
Невдовзі після цього, 182 року до н. е., Прусій I помер, владу успадкував його син Прусій II.